# Christian Heinrich Zeller

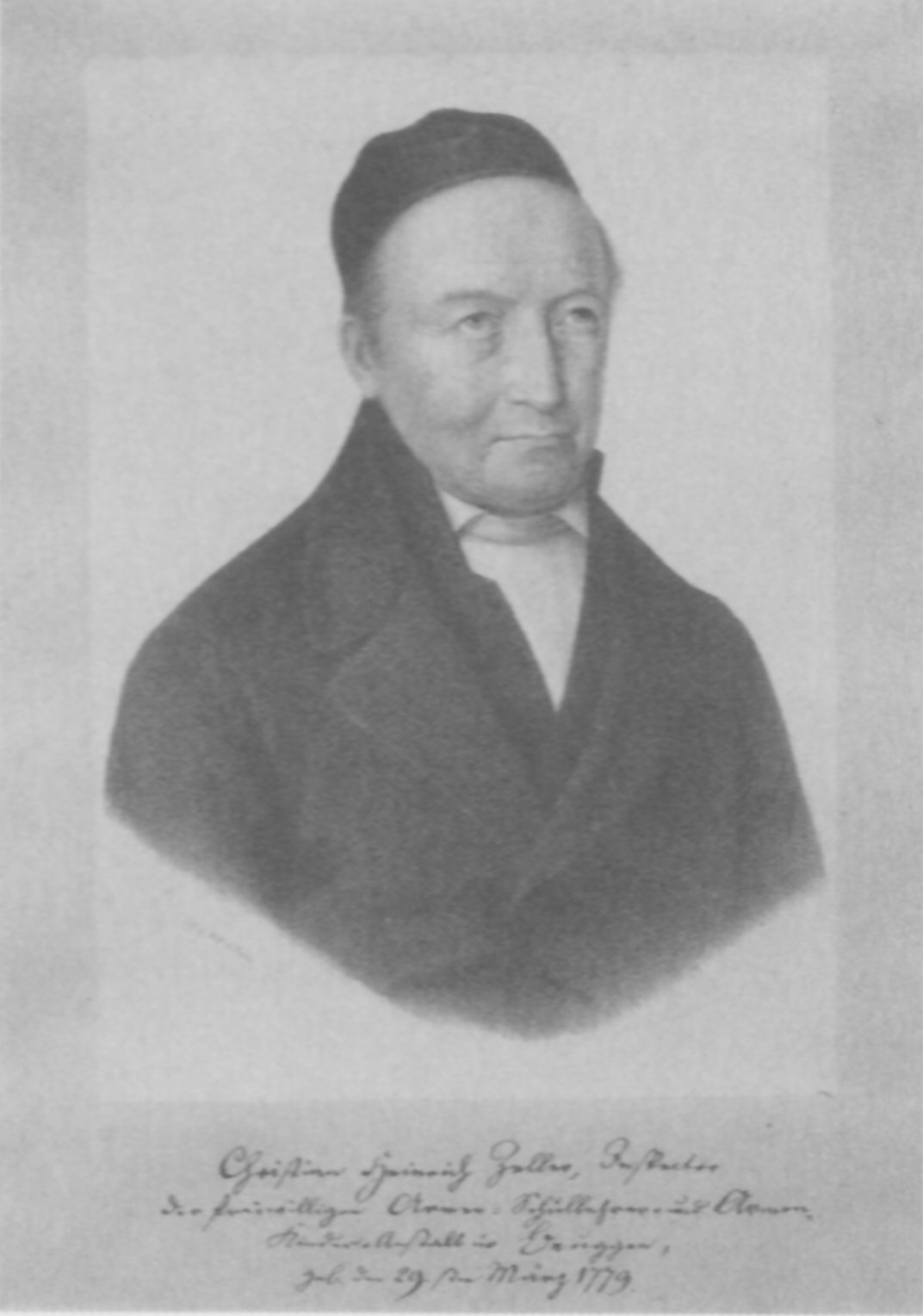
Christian Heinrich Zeller

Christian Heinrich Zeller (* 29. März 1779 auf Schloss Hohenentringen bei Tübingen; † 18. Mai 1860 auf Schloss Beuggen bei Rheinfelden) war ein deutscher Pädagoge, Pionier der Inneren Mission und Kirchenliederdichter pietistischer Richtung.

## Leben
Zeller, ein Sohn des Württembergischen Juristen Christian David Zeller (1749–1812), wuchs in Ludwigsburg auf und studierte ab 1796 an der Universität Tübingen Jurisprudenz, hielt aber auch Kontakt zu einem von Jonathan Friedrich Bahnmaier geleiteten pietistischen Studentenkränzchen. Nach dem Examen im Herbst 1800 trat er in eine Kanzlei ein, konnte sich mit dem Anwaltsberuf aber nicht anfreunden und arbeitete schon ab 1801 als Hauslehrer beim Baron von Schnurbein in Augsburg, ab 1803 in St. Gallen, von wo er Johann Heinrich Pestalozzi aufsuchte. 1809 erhielt er eine Stelle als Lehrer und Schulinspektor in  Zofingen (Aargau). Hier lernte er Christian Friedrich Spittler, den Sekretär der Basler Missionsgesellschaft kennen, mit dem er 1817 einen Armenschul-Verein gründete, um das Werk der Mission auch in der eigenen Heimat zu verwirklichen. 1820 konnte die von Zeller konzipierte Armenschullehreranstalt auf Schloss Beuggen, einer badischen Domäne unweit Basel, eröffnet werden, die mit einem „Rettungshaus“ für verwahrloste Kinder kombiniert war. Bis zu seinem Tod leitete Zeller diese Anstalt.
Aus Zellers Ehe mit der Pfarrerstochter Charlotte Dorothee „Sophie“ Siegfried (1791–1858) gingen elf Kinder hervor. Die Tochter Marie heiratete 1834 den Schweizer Samuel Gobat, der 1846 evangelischer Bischof von Jerusalem wurde. Die Tochter Bertha heiratete 1840 den Philologen, katholisch-apostolischen Theologen und Kirchendiener Heinrich Wilhelm Josias Thiersch. Die Tochter Therese heiratete 1837 den Pfarrer Karl Friedrich Werner. Die Söhne Nathanael (1823–1890) und Reinhard (1826–1891) setzten das Werk ihres Vaters als Verwalter bzw. Inspektor der Beuggener Anstalt fort. Samuel Zeller (1834–1912) wurde Leiter der Anstalt in Männedorf.

## Wirkung und Bedeutung
Die Beuggener Anstalt wurde vorbildlich für viele weitere Rettungshäuser. Zellers Bruder, der preußische Oberschul- und Regierungsrat Carl August Zeller (1774–1846), Mitarbeiter Pestalozzis, eröffnete 1836 im ehemaligen Kloster Lichtenstern im Landkreis Heilbronn eine Kindererrettungsanstalt (heute Evangelische Stiftung Lichtenstern). Pestalozzi beurteilte die Beuggener Anstalt bei seinem Besuch 1826 sehr positiv. Er soll, nachdem sein eigenes Projekt gescheitert war, über die Anstalt Zellers gesagt haben: „Das war's, was ich wollte.“
Franz Eugen Schlachter setzte Zeller in seiner Erzählung Meister Pippin. Bilder aus einem verborgenen Leben (1898) ein literarisches Denkmal.
Zellers erstmals 1837 erschienenes Kirchenlied Liebster Heiland wir sind hier steht unter der Nummer 165 im Gesangbuch der Evangelisch-reformierten Kirchen der deutschsprachigen Schweiz. Unter dem Titel Treuer Heiland, wir sind hier ist es im Evangelischen Kirchengesangbuchs Württemberg (Nr. 561), im Mennonitischen Gesangbuch (Nr. 12) und in den Gemeindeliedern (Nr. 92) aufgenommen.
In Ammerbuch-Entringen ist eine Straße nach Heinrich Zeller benannt.

## Bekannte Zöglinge
Zu seinen bekannten Zöglingen gehörte Johann Peter Schäfer. Bis in das Eisenwerk Gröditz im Schradenwald gelangte der Lehrer Friedrich Stucki 1832, und zwar zu Fuß.

## Werke

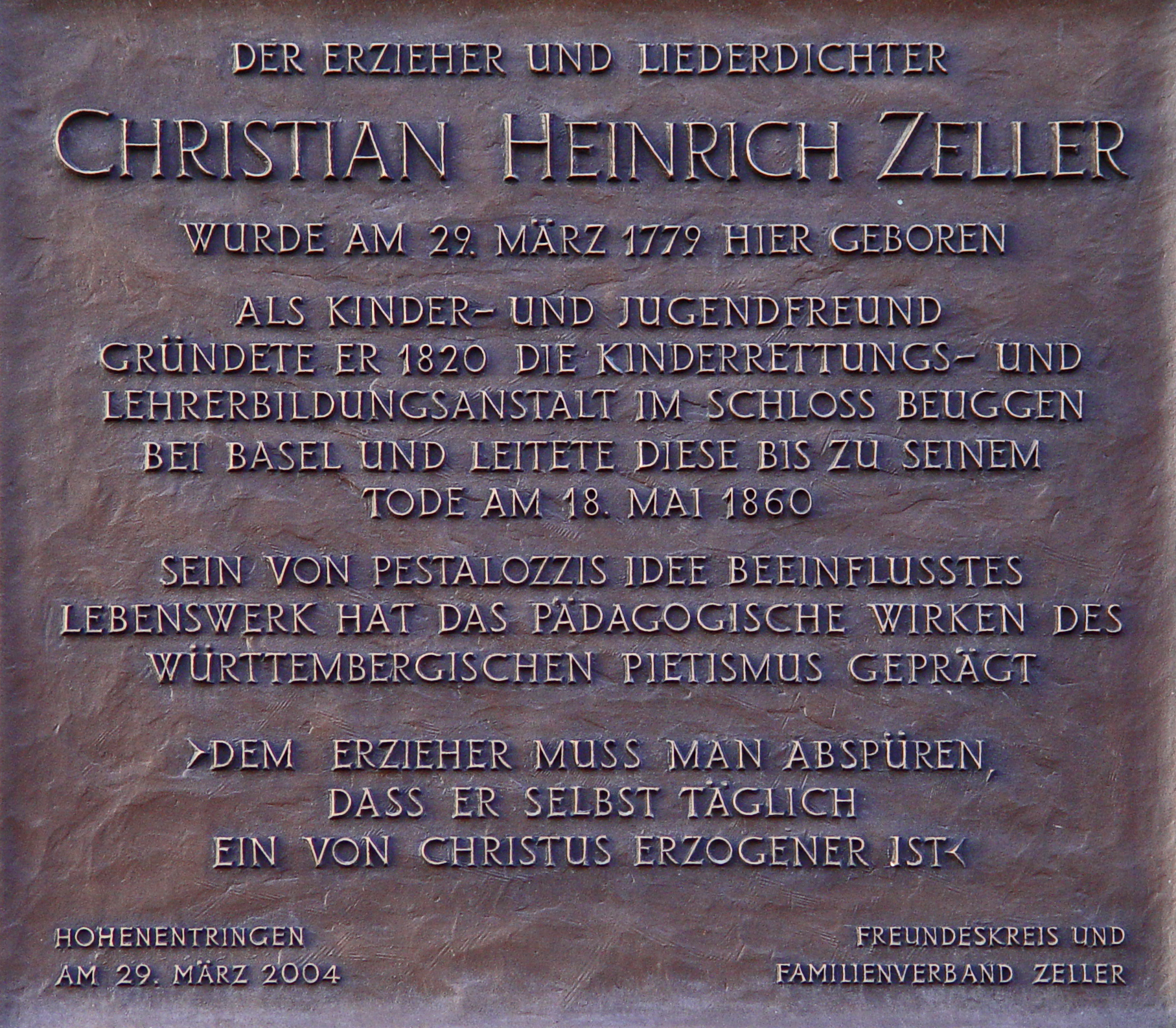
Hohenentringen. Gedächtnistafel für Christian Zeller

- Lehren der Erfahrung für christliche Land- und Armenschullehrer. Anleitung zunaechst fuer d. Zoeglinge u. Lehrschueler d. freiwilligen Armen-Schullehrer-Anstalt in Beuggen, Bd. 1–3, J. G. Bahnmeier, Basel. 1. Aufl. Bd. 1: 1827, Bd. 2 u. 3: 1828; 2. Aufl. 1851, 3. Aufl. 1855, 4. Aufl. 1865
- Kurze Seelenlehre, gegründet auf Schrift und Erfahrung, für Eltern, Erzieher und Lehrer, zum häuslichen und Schulgebrauche, Hrsg. v. d. Calwer Verlagsverein, Calw [u. a.]: Vereinsbuchh. [u. a.], 1. Aufl. 1846, 2. Aufl. 1850
- Loios und Euinike: 2 Tim. 1,5. Die Erziehung der Kinder für Zeit und Ewigkeit; mit einem Vorwort von Inspektor Reinhard Zeller, Basel: Spittler, 1879
- Heinrich Wallers Jugendjahre, Basel: Spittler, 1889
- Göttliche Antworten auf menschliche Fragen, Basel: Bahnmaier, 4. Aufl. 1875
- Die ewigen Hütten
- Jenseits. Gedanken nach der hl. Schrift, Basel: Spittler, 2. Aufl. o. J.
- Ueber Kleinkinderpflege. Eine kurze Anleitung für Eltern, Erzieher und Wärterinnen kleiner Kinder, Stuttgart: Verl. u. Buchh. d. ev. Gesellschaft, 2. Aufl. 1875, 5. Aufl. 1881
- Conseils sur l'éducation des petits enfans; (unter dem Namen: Chrétien-Henri Zeller), Hrsg.: Société pour la traduction d'ouvrages chrétiens allemands, Übers.: H. Caumont, Neuchâtel: J. P. Michaud, 1842 (bzw. Neuchâtel: Attinger)
- Weisheit von oben. Aus Gottes Wort geschöpft; Mit Vorwort von W[ilhelm] Arnold, Basel: 1889

Darüber hinaus verfasste Zeller zahlreiche kleinere Abhandlungen/Predigten in den „Monatsblättern von Beuggen“, die z. T. später gesondert veröffentlicht wurden. Nachstehend eine Auswahl:
- Israels Zukunft. Eine Abhandlung; Straßburg: Wwe Berger-Levrault, 1844; auch als Anhang in: Abraham Capadose: Gedanken über den Zustand der Seelen in der Abgeschiedenheit zwischen Tod und Auferstehung; Düsselthal: Rettungs-Anst., 1846
- Von menschlichen Krankheiten und deren göttlichen Zwecken, Basel: Verl. christl. Schriften, 1883
- Die fünf ersten Christen: Betrachtung über Johannes, Kap. 1, Vers. 35 bis 51, Strassburg: Wwe Levrault, 1846
- Der erste christliche Frauenverein, Strassburg, 1845
- Wozu ist uns Jesus Christus geboren? (Monatsblatt v. 1835, Nr. 12), Strassburg: Wwe Levrault, 1844
- Die Anbetung Christi (Monatsblatt v. 1842, Nr. 3), Strassburg: Wwe Levrault, 1843

Weitere dieser Abhandlungen siehe Kat. d. Franz. Nationalbibl.

## Gedenktag
18. Mai im Evangelischen Namenkalender.